# Santiago Cáseres
Santiago Cáseres (Parque Leloir, Buenos Aires, Argentina, 25 de febrero de 1997) es un futbolista argentino. Juega como centrocampista, y actualmente se encuentra sin equipo, tras acabar contrato con el Club Atlético Vélez Sarsfield.

## Trayectoria

### Vélez Sarsfield
Santi se formó en la cantera de Vélez Sarsfield desde el año 2005. Debutó el 18 de marzo de 2017, en la derrota 0-3, ante Newell's Old Boys y se consolidó como titular. Fue elegido como mejor jugador de El Fortín en 2017 por los aficionados.

### Villarreal
El 16 de julio de 2018 fue traspasado al Villarreal de la Primera División de España. El club amarillo abonó al equipo argentino alrededor de 8 millones de euros libres de impuestos, además el club argentino se guardó el 10% de una futura venta.
En su tercer partido con su nuevo club por la liga local contra el Girona, Santiago debe abandonar a los 66 minutos el campo de juego debido a un esguince de grado 2 en el ligamento colateral interno de la rodilla izquierda, por lo que se perdería entre 8 y 10 semanas de la temporada.

### Club América
El 29 de enero de 2020 fue a préstamo al América de la Primera División de México.

## Estadísticas

### Clubes
Actualizado hasta su último partido disputado el 2 de agosto de 2025.
| Club                            | Div.          | Temporada     | Liga  | Liga  | Copas nacionales | Copas nacionales | Torneos internacionales | Torneos internacionales | Total | Total |
| Club                            | Div.          | Temporada     | Part. | Goles | Part.            | Goles            | Part.                   | Goles                   | Part. | Goles |
| ------------------------------- | ------------- | ------------- | ----- | ----- | ---------------- | ---------------- | ----------------------- | ----------------------- | ----- | ----- |
| C. A. Vélez Sarsfield Argentina | 1.ª           | 2016-17       | 12    | 0     | —                | —                | —                       | —                       | 12    | 0     |
| C. A. Vélez Sarsfield Argentina | 1.ª           | 2017-18       | 23    | 0     | 2                | 0                | —                       | —                       | 25    | 0     |
| Villarreal C. F. · España       | 1.ª           | 2018-19       | 23    | 0     | 2                | 0                | 9                       | 0                       | 34    | 0     |
| Villarreal C. F. · España       | Total club    | Total club    | 23    | 0     | 2                | 0                | 9                       | 0                       | 34    | 0     |
| Club América · México           | 1.ª           | 2019-20       | 5     | 0     | —                | —                | 3                       | 0                       | 8     | 0     |
| Club América · México           | 1.ª           | 2020-21       | 16    | 0     | —                | —                | 2                       | 0                       | 18    | 0     |
| Club América · México           | Total club    | Total club    | 21    | 0     | 0                | 0                | 5                       | 0                       | 26    | 0     |
| C. A. Vélez Sarsfield Argentina | 1.ª           | 2021          | 12    | 1     | 3                | 0                | 7                       | 0                       | 22    | 1     |
| C. A. Vélez Sarsfield Argentina | 1.ª           | 2022          | 15    | 0     | 10               | 0                | 9                       | 0                       | 34    | 0     |
| C. A. Vélez Sarsfield Argentina | 1.ª           | 2023          | —     | —     | 7                | 0                | —                       | —                       | 7     | 0     |
| C. A. Vélez Sarsfield Argentina | 1.ª           | 2024          | 2     | 0     | 11               | 0                | —                       | —                       | 13    | 0     |
| C. A. Vélez Sarsfield Argentina | Total club    | Total club    | 64    | 1     | 33               | 0                | 16                      | 0                       | 113   | 1     |
| Total carrera                   | Total carrera | Total carrera | 108   | 1     | 35               | 0                | 30                      | 0                       | 173   | 1     |
| 1. 2.                           |               |               |       |       |                  |                  |                         |                         |       |       |

## Palmarés

### Títulos nacionales
| Título           | Club                  | País      | Año  |
| ---------------- | --------------------- | --------- | ---- |
| Primera División | C. A. Vélez Sarsfield | Argentina | 2024 |